# 박기채
박기채(朴基采, 1906년 7월 24일 ~ ?)는 일제강점기, 대한민국의 영화 감독, 각본가이다.

## 생애
전라남도 광주 출신으로 1927년경 일본 도시샤 대학에서 수학했다. 1930년, 교토시에 있는 동아키네마에 의탁생으로 입사하여 본격적으로 영화 촬영을 공부했다. 1935년에 같은 영화사에서 일했던 양세웅과 함께 귀국한 뒤 유명한 문예인들이 대거 발기인으로 참가한 《춘풍》을 연출해 데뷔했고, 다음 작품으로는 이광수의 소설 《무정》을 영화화해 주목 받는 신진 감독이 되었다. 《무정》은 한은진의 첫 출연작이기도 하다. 이 무렵 문예 영화라는 새로운 흐름을 적극적으로 옹호하며 주도한 감독 중 하나였다.
이 시기 영화계의 또 다른 흐름 중 하나는 영화 기업화론이었다. 발성 영화 등장으로 제작비가 크게 상승하면서 이전과 같은 제작 방식이 한계에 다다랐기 때문이다. 박기채는 대규모 스튜디오를 창설하여 조선 영화를 발전시켜야 한다고 주장하는 신진 그룹 중 한 명이었다. 결국 안석영, 최남주와 함께 발성 영화 촬영소를 설립하기로 하고 실업가들의 지원을 받아 1937년 조선 영화 주식회사를 창립하였는데, 창립작으로 촬영한 《무정》이 비평과 흥행에서 모두 성공을 거둔데다 박기채의 연출 기법을 둘러싸고 박기채-서광제 논쟁까지 불러온 화제작이 되었다.
일제강점기 말기에는 친일 영화를 감독했다. 《나는 간다》({今ど我は行)(1942년)와 《조선해협》(1943년)의 두 편으로, 모두 태평양 전쟁에 참전할 것을 부추기는 내용의 국책 영화이다. 특히 징병제 실시 기념으로 제작된 《조선해협》은 지원병으로 참전한 형이 전사한 뒤에 동생이 뒤를 그 뒤를 잇는다는 내용을 담고 있어 본격적인 친일 영화로 꼽히고 있다.
광복 직후 결성된 조선문화건설중앙협의회 영화 부문과 조선영화건설본부에 참여했으며, 1945년 말에 조선프롤레타리아영화동맹과의 통합으로 발족한 조선영화동맹의 중앙집행위원도 맡았다. 그러나 조선영화동맹의 좌경화로 안석영을 비롯한 우익 영화인들은 이듬해 3월 조선영화동맹을 탈퇴하고 영화감독구락부를 결성하였다. 박기채도 영화감독구락부에 동인으로 참가하여 대표적인 우익 영화인으로 분류되었다.
광복 후에는 경찰 홍보 영화로 형사들이 밀수단을 일망타진한다는 줄거리의 《밤의 태양》(1948), 한 편만을 연출했는데, 이 영화가 신문 기자의 모습을 왜곡되게 그렸다는 이유로 수도청 기자단이 반발하면서 진통을 겪기도 했다. 한국 전쟁 중에 납북되어 이후 행적은 알 수 없다.
2008년 민족문제연구소가 발표한 친일인명사전 수록 예정자 명단 연극/영화 부문에 포함되었다.